# 少女革命
《少女革命》（日语：少女革命ウテナ）是一部由動畫導演幾原邦彥率領的團隊Be-Papas擔任原作、劇本等的日本跨媒體製作作品。
動畫奪得1997年动画神户的最佳動畫大獎。1997年4月2日至1997年12月24日期間於東京電視台首播，全39集。亦有相應的齋藤千穗（BE-PAPAS的一員）所繪之漫畫版（漫畫版並非動畫版的原作，而是和動畫同時進行的，故事內涵也不同）、電子遊戲、舞台劇版和小說版。1999年8月14日劇場版動畫《少女革命：思春期默示錄》於日本首映（後來也出版了齋藤千穗所繪之漫畫版，也是和劇場版動畫稍有不同）。

## 簡介
《少女革命》的主角是一位中性打扮的少女天上歐蒂娜。歐蒂娜小時候曾被一位王子所救，並被這位王子深深吸引著，於是她自己決定要成為一位王子，並開始作男性化打扮。她入讀鳳學園，並與名叫姬宮安西的學生同住。安西的性格十分柔弱，歐蒂娜為了保護她而與其他人決鬥，並因此被扯進了學生會爭奪「發動世界革命力量」的一系列決鬥中……

## 登場人物
天上歐蒂娜（聲：川上倫子（日）；李宛鳳（台）；陸惠玲（港）/ 劉惠雲（VCD））
運動萬能、正義感強，在校園中等部中十分受女學生歡迎。因為好友若葉的愛意被西園寺用言詞殘踏，於是捲入了西園寺及其他決鬥者的決鬥遊戲中。決鬥時胸前的薔薇是白色的。
她小時候曾見過桐生冬芽和西園寺莢一等人，亦見過姬宮和迪奧斯（鳳曉生）。可是其已經忘了大部份人的身份，只記得有一次意外被迪奧斯所救，令她希望成為「王子」，並穿上男裝打扮。後段揭露歐蒂娜是被世道認知影響而讓她錯配記憶細節和情感：當年她不是被迪奧斯所救而動容，而是因其後來支配姬宮的不當舉動，而渴望以王子身份拯救對方。
雖其在爭奪戰的存在和行動本質充滿革命性，但多次表明自己無意得到世界革命的力量，堅定只為救出姬宮。中途一度因發現姬宮只是附和自己的一廂情願而迷失，在重新得到機會後才懂得如何成為真正的朋友，讓彼此一同向前，也因此開始運用自己而不是姬宮的心之劍戰鬥。其真正高尚的行動意志使多位原本充滿敵意的決鬥者，在戰鬥後反而仍能和平共處並互相尊重，並啟發他們如何正確忠於自己的特性繼續向前，讓幕後操弄的鳳曉生為之厭惡。
知曉一切真相後，其得到大家的祝福與寄託，生出王子之劍去與鳳曉生最終決戰，可是很快因為對方的操控而被姬宮背刺一刀。見證姬宮再次承受「反射世人憎恨目光」的千刀萬刃之際，永不言敗地界入鳳曉生已放棄的挑戰，更意外將革命之門改變為更讓世道怨恨的「魔女封印」。想藉此將姬宮從惡的身份解放但仍然失敗，慨嘆自己仍被「王子」救「公主」的戲碼制約。最終替姬宮承受了的千刀萬刃，戰鬥舞台完全崩塌，天上歐蒂娜從此「失蹤」，在學園眾人中開始被遺忘，惟有活出自己的精神承傳下來，並啟發姬宮踏上尋覓之旅。
在電影版中，登場時歐蒂娜的頭髮為短髮，中盤之後是波浪狀的長髮，是一名剛剛轉校的學生。故事中被過去「王子」的犧牲引領至學園，並被姬宮所吸引而深入薔薇新娘的「王子」角色。但之後認清自己不是想跟對方一同被過去的觀念束縛，毅然提出大家一同衝破界限。
原文的名字ウテナ在日文是「萼」。本作要角的名字大多和植物有關。
姬宮安西（聲：淵崎有里子（日）；沈小蘭（港））
被稱為薔薇新娘的少女。有著一頭長髮，平時都是盤起的。由於爭取她的決鬪勝利者可以得到「世界革命的力量」，所以她成為了眾決鬪者的目標。
表面看來沒有自主性，完全服從婚約者，滿足他們生活所需和無償提供心之劍的武器，但這其實是她為扮演「公主」角色而營造的錯覺。真實生活和性格都擁有許多世人視為惡劣與怪異的特質，在各層面都遭受欺凌下，已經不太在乎自己對外的形象和關係，在愛情以外，隱約鍛煉出一種能隨時毫不保留地反擊的能耐。
「王子」鳳曉生的妹妹。她是鳳曉生的救命恩人，亦是令鳳曉生自責的「魔女」。當年不甘哥哥被保護眾多「公主」的責任折磨，姬宮稚嫩地表示對方已被自己「封印」，導致世界眾人敵視她。她對鳳曉生的愛亦漸漸被對方利用作情緒勒索，進而成為甘為對方付出的「魔女」，也就是薔薇新娘。
直至對革命無欲無求的歐蒂娜出現，讓姬宮明白真正的愛。與歐蒂娜真正互相了解後，除了開始跟同學認真交流外，亦逐漸改變她時刻為鳳曉生過份付出的品性。意識到自己將歐蒂娜捲入鬥爭的罪，一度想以自盡去阻礙對方走上其他挑戰者的命運，最終被說服始終要與鳳曉生了斷。
在最終決戰中，因為意志不夠堅定而反刺歐蒂娜，認為個人最大的犧牲畢生對最愛的二人最好，於是再度成為承受世道怨恨的魔女角色。於對方不言棄下，爭取的事物由世界革命力量變為她的「魔女封印」。終再醒覺的姬宮原已再度接納對方，但最終仍敵不過世道的惡意。一切歸位後，終於對沒有改變的鳳曉生失望，並意識到世界革命的力量是要自己踏實向外爭取。其堅決跟仍然在玩「王子遊戲」的對方告別，出發尋找從原有世界失蹤的歐蒂娜。
在電影版中姬宮沒戴眼鏡，頭髮改成直髮。對比電視版的含蓄，其性格變得積極，但亦因此一直追求著過去哥哥對她亂倫且尤如束縛的愛。姬宮最終認清自己與歐蒂娜的真心真意，以共同戰鬥打破鳳曉生和世道的束縛。
免費日文輸入法「Anthy」是取自安西的名字。
鳳曉生（聲：小杉十郎太（日）、及川光博（劇場版）；雷霆（港））
安西的哥哥，鳯學園的代理事長，與理事長的女兒香苗小姐有婚約。隨著故事發展彰顯人格分裂般的善（迪奧斯）與惡（路西法）。
當年的的鳳曉生本是大愛世上所有「公主」女孩的「王子」，但當發現自己只是在不斷承受強加的責任之時，開始對真正關心自己的妹妹醒覺一種難以磨滅的感情。他明白這種愛不為世人所接受，於是將對方說成「魔女」。直至姬宮稚嫩的說話讓迪奧斯「死亡」，其既要公主又要佔據姬宮的性情慾望因此一發不可收拾。惡的性格就開始作亂，輾轉成為學園的掌權者，再將之化成隨意舉行薔薇新娘爭奪戰的地方，在決鬥者到達頂端時搶走他們的力量去挑戰革命封印，只為得到世界革命的力量，讓其可以名正意順得到所有。
隨著時間流逝，對看不見真正破除革命封印的力量而感到麻目，只想居高臨下維持「王子遊戲」去自娛，墜落地享受明知是錯誤的性慾與權力。在遇上有真正革命色彩而沒有自覺的歐蒂娜時，為奪走對方貞節而興奮，但很快因其要解放姬宮而顯得怨恨。
最終以他作為「世界的盡頭」（天涯海角）的絕對力量，將反抗意志不夠強的姬宮打回原形，又搶走了歐蒂娜的王子之劍去進行一如既往的革命挑戰。一切失敗後，以為會像過去等待重啟之際，歐蒂娜拼命走向姬宮讓遊戲規則改變。結果因為「王子」角色並非必要，而率先被世道力量反噬淹沒，失去了學園的絕對主導權。一切歸位時，其沒有及時認知世界已逐漸改變，在銳意制定所謂的新規則時，只能目送醒覺的姬宮離開。
在電影版中簡化為表裡不一，在扮作「王子」時一直暗地迷暈姬宮去施以性暴力，但其實對方在過程中一直知情且不抗拒。在接受不到罪咎下重傷姬宮並意外自盡。其形象在姬宮和眾人的錯愛下無法磨滅，使他已死的消息被埋藏，讓薔薇新娘作戰與「王子遊戲」一路在學園延續下去。

### 學生會
桐生冬芽（聲：子安武人（日）；黎偉明（港））
鳳學園的學生會會長，是校園的花花公子，對男女皆會動情。和西園寺莢一是青梅竹馬的朋友，同屬於劍道部。他有一頭長直髮，前髮交錯。與學生會成員唯一被叫「世界的盡頭」（天涯海角）的人物（鳳曉生）秘密勾結。他生性自大，為了自己的慾望連童年的朋友和妹妹也利用。曾打敗過歐蒂娜一次，並得到薔薇新娘。但當歐蒂娜搶回安茜後，他變得沉鬱不歡，躲在房內自我封閉。
他不相信亦不愛任何人，只有當他看到棺材中的少女（歐蒂娜）時，他才打開心窗寄托了感情。因為鳳曉生企圖獨佔歐蒂娜，使他萌生對抗鳳曉生的意識，並嘗試把歐蒂娜從鳯曉生中解放。但直至最後決鬪前，他仍無法阻止歐蒂娜想救出安茜的決心。後段決定更珍惜與學生會眾人與妹妹猶有的情誼。
在電影版中，歐蒂娜見證他小時候捨生救助溺水少女離開了人世，和鳳曉生一樣被描繪成「已死的王子大人」。並非學園的名人，而僅為樹璃、枝織和歐蒂娜心中的「王子」，引領他們進入憧憬王子的學園。因此也不如鳳曉生成為絕對的惡，而僅僅在歐蒂娜放下自己時悠然告別。
西園寺莢一（聲：草尾毅（日）；馮錦堂（港））
學生會副會長，劍道部主將。是歐蒂娜之前的薔薇新娘的主人。雖然對受女性歡迎，但本性自大淺薄，即便有情感也不懂正確的表達方式，流於玩弄與暴力。歐蒂娜好幾次看到他對安西動粗，令歐蒂娜反感。跟冬芽自幼相識，不相信冬芽會否定和他的友情。希望得到永恆的友情，所以加入了薔薇新娘爭奪戰。意外地會命令安茜跟自己寫交換日記。後段明白自己在情感和生活放縱過度，決定要認真追上其他人的成績。在電影版中也是第一個與歐蒂娜決鬥的對手。
有栖川樹璃（聲：三石琴乃（日）；雷碧娜（港））
學生會西洋劍部的（代理）部長。
對友人枝織抱有愛慕之情，鏈墜中有她的相片，是强悍的樹璃唯一的弱點。由於枝織常提到「奇蹟的力量」，所以渴望奇蹟的力量，但又矛盾地否定奇蹟的力量，為了奇蹟的力量而參加了這場決鬥遊戲。
電視版中兩次決鬥敗北，一次打飛了歐蒂娜的劍，劍卻奇跡地貫穿了自己的玫瑰；另一次是因為她的鍊墜碎裂，令她崩潰放棄決鬪。所以她在劍術實力上未曾輸過。電影版中則是實力不足而敗北。
曾答應土谷如果劍術技不如人，就會答應土谷再次上場決鬥，土谷和她講過一句說話﹕「奇蹟是屬於願意捨己為人的人。」
在最終戰前提到以前有一個少年救了溺水的姊姊，姊姊卻忘記了他的名字，「當時我認為姊姊很冷酷，後來我也忘記了這少年的名字」，警醒眾人可能終究會忘記歐蒂娜為大家戰鬥的恩情，而結果亦如她所料。這個故事在電影版中被重新包裝，成為冬芽命運的關鍵。
漫畫版中她對冬芽有好感。
薰幹（米奇（かおる みき））　聲：久川綾（日）；袁淑珍（港）
學生會成員，屬西洋劍部，13歲。是一名資優生，正在唸大學的課程，同時亦是一名優秀的鋼琴演奏家。常常不明所以地用秒錶測量時間。因為他謙謙有禮的性格，所以不少高年級生都很喜歡他。
雖然和其雙胞胎妹妹「梢」會互相鬥嘴，但其實幹最掛心的就是梢，梢的越軌行為最是令他心痛。
幹用「光輝的時光」來形容以往和妹妹的鋼琴合奏，於是為了取回這光輝而尋求安西，同時也當安西是一名女性去愛慕。幹和歐蒂娜間也建立起友情。其決鬥後跟二人保持和好的狀態，可說是打破薔薇爭奪戰無情和膠著格局的缺口。
桐生七實（聲：白鳥由里（日）；鄭麗麗（港）/ 黃鳳兒（VCD））
冬芽的妹妹。在冬芽被歐蒂娜打敗後，代替冬芽當學生會會長。但在鳳曉生篇，冬芽出現再當回學生會會長後，七實便退出了學生會。
她對冬芽有獨特的戀兄情結，常因希望引起哥哥的注意、獨佔哥哥，而不擇手段。
崇尚名牌產品，曾在番外篇因此而變成一隻母牛。有一名低年級生石蕗美蔓作為其跟班。
電影版中只有一頭名為娜娜美（音同七實）的母牛出現，沒有七實以人身分出現的場合，不過劇情暗示了她看不順阻礙自己的姬宮後，被鳳曉生施計弄走。

### 黑薔薇會
御影草時（聲：綠川光（日）；蘇強文（港））
主持御影講座（黑薔薇會）的資優高中生，黑薔薇篇的主要人物。
真正的身分是根室教授，並愛慕著千唾馬宮的姊姊。縱火燒毀根室紀念館，害死館內的一百名少年。
利用學園的相談室誘出相談者的黑暗面後，操縱對方成為黑薔薇的一員，對歐蒂娜發出挑戰。其作戰形式帶出了人可以利用別人的心之劍作戰。
企圖殺死安西，讓千唾馬宮取代薔薇新娘的身分，以奪取世界革命的力量，但馬宮的真實狀態使一切流於不切實際。本以為是先驅的利用別人之劍，程度其實亦不如鳳曉生。由始至終的目標與其說是真心爭奪，不如說是妒忌而要窒礙有心人超越自己。
千唾馬宮（聲：川村萬梨阿（日）；梁偉德（港））
御影身旁的神祕少年，千唾時子的弟弟。
實際上早已死去，初始以與安西相似的外型現身，但真正的長相是一頭黑髮、臉上有著雀斑的少年。

### 其他配角
薰梢（聲：本多知惠子（日）；李宛鳳（台）；林元春（港）/ 黃鳳兒（VCD））
薰幹的雙胞胎妹妹。對於哥哥有著強烈卻彆扭的愛慕，為此十分忌妒被哥哥喜歡的安希。
黑薔薇篇中受御影的黑薔薇控制，企圖殺死姬宮安西來搶回哥哥，因此拔出薰幹的心之劍和歐蒂娜決鬥，敗落。
她是第一位使用他人心之劍的決鬥者。
土谷瑠果（聲：佐佐木望（日）；招世亮（港））
前學生會會長，西洋劍部前部長，因病休學，樹璃路線的關鍵人物之一。
對於樹璃抱持愛慕，明白樹璃心中另有其人，對此十分尊重。
當他再次回到鳳學園的時候，以決鬥者的身分向歐蒂娜提出了挑戰。
高槻枝織（聲：西原久美子（日）；黃麗芳（港））
對於「樹璃喜歡的人與樹璃鍊墜中照片就是自己」這件事並不知情。
在學園篇中，由於樹璃無法掩蓋的光芒，造成自己的嚴重自卑，基於對樹璃的怨妒而勾引瑠果。（枝織認為樹璃喜歡瑠果）
在黑薔薇篇中轉回鳳學園，看到樹璃丟棄的墜鍊而發現樹璃喜歡自己的秘密，極度的自卑瞬間膨脹。拔出樹璃的心之劍和歐蒂娜決鬥，落敗，也因著一切已遭拋棄而不了了之。
電影版中亦有登場，是整篇故事的大反派。角色與動畫版略有不同，登場時已經知曉墜鍊的秘密，但一絲回敬的愛意也沒有。因為認定冬芽被歐蒂娜害死，而慫恿樹璃在對方加入薔薇新娘爭奪戰後與之決鬥。失敗後很快推行應變計劃，揭開鳳曉生已死去動搖歐蒂娜和姬宮作為王子和公主的地位。在姬宮逃離時成為阻截的先頭部隊，宣稱自己也能突破界限卻率先自我毀滅。
篠原若葉（聲：今井由香（日）；盧素娟（港））
歐蒂娜的好朋友，親密地依偎對方。喜歡西園寺，但是愛意被西園寺無情踐踏 （歐蒂娜打贏西園寺後，似乎改為喜歡歐蒂娜），為其討回公道是引起歐蒂娜成為決鬥者的關鍵事件。
鼓勵了因為戰敗給桐生冬芽而感到迷惘的天上歐蒂娜。讓歐蒂娜重新振作，取回屬於她的「普通」。
在黑薔薇篇中，因為對薔薇新娘的嫉妒而受御影的黑薔薇控制，拔出西園寺的心之劍和歐蒂娜決鬥。其實並不喜歡西園寺莢一，只是和這男人一起能賦於自己一種特別的感覺，那段時光裡自己就像童話故事中的灰姑娘，當發現西園寺愛的依然是姬宮安西，壓力爆發，上場決鬥。歐蒂娜不願將劍對向好友，但由於若葉本身並無受過劍術相關訓練，最後還是由歐蒂娜獲勝。
對歐蒂娜抱持自卑感，曾在決鬥場上對歐蒂娜說﹕「以為自己比別人優越，就可以隨便看不起別人嗎？」繼後在戰鬥後明瞭歐蒂娜的內心而和解，只是想再見一面時，對方已在最終決戰中消失。其也在一切歸位後擔起了歐蒂娜過去被人依偎的角色。
電影版中也是第一個跟歐蒂娜搭話的同學，在對方遇上姬宮後自然地疏遠了，可是最後仍付出很多去協助二人逃出學園。事後她又迎來一位新轉學的朋友，象徵被毀滅的並非學園的實體，而只是根本意志而已。
石蕗美蔓（聲：矢島晶子（日）；梁偉德（港））
在動畫第六話登場，仰慕七實的小學生，心甘情願為七實跑腿，甚至還為七實寫作業。他也做出了各種將七實從社群與冬芽孤立的行為，被七實知道後即時疏遠，直至一同遇上意外並被冬芽所救，才得以維持與七實同為受冬芽照顧者的聯繫。
在黑薔薇篇中，為了不想再被七實當作小孩看待而拔出七實的心之劍，誤解以為做了大人的行為如接吻就等於長大。
苑田莖子（聲：中川玲（日）；黃麗芳（港））
七實身邊的三位跟班之一，劉海捲翹、綁著雙馬尾。
因為愛慕著冬芽、想要更加接近他，所以才甘願跟隨七實，被她使喚。
黑薔薇篇中因為曾在雨中接受冬芽的贈傘而遭七實及其跟班排擠，最後拔出冬芽的心之劍去和歐蒂娜決鬥，落敗。
鳳香苗（聲：折笠愛（日）；蔡惠萍（港））
鳳學園理事長的女兒，與鳳曉生有婚約，原本待畢業後便結婚。
表面上有教養的千金大小姐，暗地裡對姬宮安希用她所贈的領巾來擦眼鏡一事十分介意，並對未婚夫的這位妹妹一直心懷不安。
是在黑薔薇篇中第一位和歐蒂娜決鬥的人，但並沒有拔出任何人的心之劍她落敗了，所以在那之後御影草時才決定要利用學生會的成員的心之劍來加強被黑薔薇利用的人的力量。

## 電視動畫

### 製作人員
- 企画、原作：BE-PAPAS（幾原邦彦、齊藤千穗、榎戶洋司、長谷川真也、小黑祐一郎）
- 原案、監督：幾原邦彦
- 原案、漫畫：齊藤千穗
- 系列構成：榎戶洋司
- 監督補佐：金子伸吾、高橋亨
- 人物設計：長谷川真也
- 概念設計：長濱博史
- 色彩設計：國音那生
- 美術監督：小林七郎
- 美術監督補：中村千惠子
- 色彩設定：店橋真弓
- 攝影監督：中條豊光
- 編輯：西山茂（TAVAC）
- 音響監督：田中英行
- 音響制作：Audio Tanaka
- 錄音調整：立花康夫
- 錄音助手：小原吉男
- 效果：今野康之
- 錄音工作室：TAVAC
- 音樂：光宗信吉
- 音樂協力：TV TOKYO Music
- 製作人：小林教子（東京電視台）、池田慎一（讀賣廣告社）
- 動畫製作人：川崎朋子
- 動畫製作擔當：松倉友二
- 動畫製作：J.C.STAFF
- 製作：東京電視台、讀賣廣告社

### 主題曲
片頭曲
「輪舞-revolution」
作詞、歌：奥井雅美，作曲、編曲：矢吹俊郎
片尾曲
「truth」（第1話－第24話）
作詞：藤林聖子，作曲：新井理生，編曲：，歌：裕未瑠華
（第25話－第38話）
作詞、作曲：，編曲：光宗信吉，歌：上谷麻紀
「Rose&release」（第39話）
作曲、編曲：矢吹俊郎，歌：奥井雅美
插曲
合唱曲「絕對命運默示錄」

### 各話列表
| 話數             | 日文標題         | 中文標題                         | 腳本             | 分鏡             | 演出             | 作畫監督                     | 播放日期         |
| 第一幕：學生會篇 | 第一幕：學生會篇 | 第一幕：學生會篇                 | 第一幕：學生會篇 | 第一幕：學生會篇 | 第一幕：學生會篇 | 第一幕：學生會篇             | 第一幕：學生會篇 |
| ---------------- | ---------------- | -------------------------------- | ---------------- | ---------------- | ---------------- | ---------------------------- | ---------------- |
| 1                |                  | 薔薇的新娘                       | 榎戶洋司         | 幾原邦彥         | 高橋亨           | 長谷川眞也                   | 1997年 4月2日    |
| 2                |                  | 薔薇為誰而微笑                   | 榎戶洋司         | 金子伸吾         | 金子伸吾         | 長濱博史                     | 4月9日           |
| 3                |                  | 舞會之夜                         | 榎戶洋司         | 竹之内和久       | 渡部高志         | 宮田奈保美                   | 4月16日          |
| 4                |                  | 流光傾瀉的庭園．序曲             | 榎戶洋司         | 高橋亨           | 高橋亨           | 加藤裕美                     | 4月23日          |
| 5                |                  | 流光傾瀉的庭園．終曲             | 榎戶洋司         | 錦織博           | 金子伸吾         | 相澤昌弘                     | 4月30日          |
| 6                |                  | 七實小姐請小心！                 | 比賀昇           | 松本淳           | 岡崎幸男         | 林明美                       | 5月7日           |
| 7                |                  | 看不盡的樹璃                     | 榎戶洋司         | 橋本カツヨ       | 岡崎幸男         | 林明美                       | 5月14日          |
| 8                |                  | 華麗的奇妙體驗                   | 比賀昇           | 西村聡           | 西山明樹彥       | 竹内昭                       | 5月21日          |
| 9                |                  | 藏有永恆的城堡                   | 榎戶洋司         | 風山十五         | 風山十五         | 門之園惠美                   | 5月28日          |
| 10               |                  | 七實最珍惜的事物                 | 比賀昇           | 松本淳           | 櫻美勝志         | 香川久                       | 6月4日           |
| 11               |                  | 優雅而冷酷・摘下那花朵的人       | 上村一宏         | 錦織博 金子伸吾  | 金子伸吾         | 相澤昌弘                     | 6月11日          |
| 12               |                  | 大概是為了友情吧                 | 上村一宏         | 垂永志           | 高橋亨           | 長濱博史 長谷川眞也          | 6月18日          |
| 13               |                  | 描繪的軌跡                       | 榎戶洋司         | 高橋亨           | 高橋亨           | 阿保孝雄                     | 6月25日          |
| 第二幕：黑薔薇篇 |                  |                                  |                  |                  |                  |                              |                  |
| 14               |                  | 黑薔薇少年                       | 榎戶洋司         | 橋本カツヨ       | 岡崎幸男         | 林明美                       | 7月2日           |
| 15               |                  | 那梢所指的風景                   | 榎戶洋司         | 星川孝文         | 星川孝文         | 武内宣之                     | 7月9日           |
| 16               |                  | 幸福的牛鈴                       | 比賀昇           | 錦織博           | 腰繁男           | 津幡佳明                     | 7月16日          |
| 17               |                  | 死之棘                           | 月村了衛         | 松本淳           | 櫻美勝志         | 香川久                       | 7月23日          |
| 18               |                  | 少年石蕗的煩惱                   | 比賀昇           | 西村聡           | 岡崎幸男         | 林明美                       | 7月30日          |
| 19               |                  | 故國之歌                         | 風山十五         | 風山十五         | 高橋亨           | 相澤昌弘                     | 8月6日           |
| 20               |                  | 若葉繁茂                         | 月村了衛         | 橋本カツヨ       | 櫻美勝志         | 武内宣之                     | 8月13日          |
| 21               |                  | 壞蟲                             | 月村了衛         | 櫻井弘明         | 櫻井弘明         | 阿部邦博                     | 8月20日          |
| 22               |                  | 根室紀念館                       | 榎戶洋司         | 松本淳           | 伊達勇登         | 津幡佳明                     | 8月27日          |
| 23               |                  | 決鬥者的條件                     | 榎戶洋司         | 橋本カツヨ       | 岡崎幸男         | 林明美                       | 9月3日           |
| 24               |                  | 七實小姐祕密日記                 | 比賀昇           | 松本淳           | 高橋亨           | 阿保孝雄                     | 9月10日          |
| 25               |                  | 兩個人的永恆默示錄               | 榎戶洋司         | 風山十五         | 金子伸吾         | 相澤昌弘 長谷川眞也 長濱博史 | 9月17日          |
| 第三幕：鳳曉生篇 |                  |                                  |                  |                  |                  |                              |                  |
| 26               |                  | 幹的巢箱（流光傾瀉的庭園．編曲） | 榎戶洋司         | 松本淳           | 岡崎幸男         | 林明美                       | 9月24日          |
| 27               |                  | 七實的蛋                         | 比賀昇           | 錦織博           | 伊達勇登         | 田中孝弘 中山由美            | 10月1日          |
| 28               |                  | 黑暗中的呢喃                     | 月村了衛         | 高橋亨           | 高橋亨           | 阿部邦博                     | 10月8日          |
| 29               |                  | 比青空黯淡的琉璃色               | 白井千秋         | 橋本カツヨ       | 岩崎良明         | 武内宣之                     | 10月15日         |
| 30               |                  | 裸足的少女                       | 榎戶洋司         | 風山十五         | 櫻美勝志         | 香川久                       | 10月22日         |
| 31               |                  | 她的悲劇                         | 比賀昇           | 錦織博           | 岡崎幸男         | 林明美                       | 10月29日         |
| 32               |                  | 雀躍少女們的愛情                 | 比賀昇           | 松本淳 金子伸吾  | 金子伸吾         | 相澤昌弘                     | 11月5日          |
| 33               |                  | 驅馳黑夜的王子                   | 榎戶洋司         | 橋本カツヨ       | 高橋亨           | 長谷川眞也 長濱博史          | 11月12日         |
| 34               |                  | 薔薇的刻印                       | 榎戶洋司         | 佐藤順一         | 櫻美勝志         | 門上洋子 長谷川眞也          | 11月19日         |
| 第四幕：默示錄篇 |                  |                                  |                  |                  |                  |                              |                  |
| 35               |                  | 愛在冬季萌芽時                   | 月村了衛         | 松本淳           | 伊達勇登         | 相澤昌弘                     | 11月26日         |
| 36               |                  | 夜的門扉即將開啟                 | 月村了衛         | 錦織博 高橋亨    | 高橋亨           | 田中孝弘                     | 12月3日          |
| 37               |                  | 發動世界革命之人                 | 榎戶洋司         | 風山十五         | 櫻美勝志         | 武内宣之                     | 12月10日         |
| 38               |                  | 天涯海角…                        | 榎戶洋司         | 金子伸吾         | 金子伸吾         | 林明美                       | 12月17日         |
| 39               |                  | 總有一天要一起閃耀               | 榎戶洋司         | 橋本カツヨ       | 高橋亨           | 長谷川眞也                   | 12月24日         |

### 播放電視台
| 播放地域       | 播放電視台   | 播放系列       | 備註         |
| -------------- | ------------ | -------------- | ------------ |
| 關東廣域圏     | 東京電視台   | 東京電視台系列 | 製作電視台   |
| 北海道         | 北海道電視台 | 東京電視台系列 | 同時網路放送 |
| 愛知縣         | 愛知電視台   | 東京電視台系列 | 同時網路放送 |
| 大阪府         | 大阪電視台   | 東京電視台系列 | 同時網路放送 |
| 岡山縣・香川縣 | 瀨戶內電視台 | 東京電視台系列 | 同時網路放送 |
| 福岡縣         | TXN九州      | 東京電視台系列 | 同時網路放送 |
| 岩手縣         | 岩手放送     | TBS系列        | 網路放送延遲 |
| 山形縣         | 山形放送     | 日本電視台系列 | 網路放送延遲 |
| 靜岡縣         | 靜岡放送     | TBS系列        | 網路放送延遲 |
| 岐阜縣         | 岐阜放送     | 獨立局         | 網路放送延遲 |
| 三重縣         | 三重電視台   | 獨立局         | 網路放送延遲 |
| 滋賀縣         | 琵琶湖放送   | 獨立局         | 網路放送延遲 |
| 奈良縣         | 奈良電視台   | 獨立局         | 網路放送延遲 |
| 和歌山縣       | 和歌山電視台 | 獨立局         | 網路放送延遲 |
| 德島縣         | 四國放送     | 日本電視台系列 | 網路放送延遲 |
| 大分縣         | 大分放送     | TBS系列        | 網路放送延遲 |
| 日本全域       | AT-X         | 動畫專門CS放送 | 網路放送延遲 |
| 日本全域       | Kids Station | CS放送         | 網路放送延遲 |

- 台灣1998年11月8日起每週日中國電視公司播出

17:00至18:00
- 香港無綫電視翡翠台曾購入動畫的播映權，並於2000年12月16日至2001年4月7日，逢周六於上午11:50-12:45在無綫電視翡翠台首播，而大結局於2001年4月9日至4月19日，逢周一至周五於上午10:30-11:00在無綫電視翡翠台首播，曾經於2002年1月2日至3月5日，逢周一至周五於上午10:10-10:40在無綫電視翡翠台重播，每集播放全集PG家長指引。

| 東京電視台系列 星期三18:00       | 東京電視台系列 星期三18:00 | 東京電視台系列 星期三18:00 |
| -------------------------------- | -------------------------- | -------------------------- |
|                                  | 少女革命                   |                            |
| 天才寶貝 （星期四19:00頻道變更） | 萬能文化貓娘 （TV系列）    |                            |

## 出版書籍

### 單行本
| 冊數 | 小學館                                     | 小學館                                     | 大然文化                  | 大然文化                  | 尖端出版       | 尖端出版          |
| 冊數 | 發售日                                     | ISBN                                       | 發售日                    | ISBN                      | 發售日         | EAN               |
| ---- | ------------------------------------------ | ------------------------------------------ | ------------------------- | ------------------------- | -------------- | ----------------- |
| 1    | 1997年1月20日                              | ISBN 4-09-136084-X                         | 1998年8月13日             | ISBN 978-957-253-876-0    | 2004年11月5日  | EAN 4710614372603 |
| 2    | 1997年4月20日                              | ISBN 4-09-136085-8                         | 1998年12月1日             | ISBN 978-957-254-214-9    | 2004年11月19日 | EAN 4710614372603 |
| 3    | 1997年9月20日                              | ISBN 4-09-136086-6                         | 1999年4月21日             | ISBN 978-957-254-400-6    | 2004年12月7日  | EAN 4710614373198 |
| 4    | 1998年1月20日                              | ISBN 4-09-136087-4                         | 1999年5月1日              | ISBN 978-957-254-443-3    | 2004年12月14日 | EAN 4710614373204 |
| 5    | 1998年5月20日                              | ISBN 4-09-136088-2                         | 1999年6月1日              | ISBN 978-957-254-523-2    | 2004年12月14日 | EAN 4710614373211 |
|      | 劇場版 少女革命ウテナ アドゥレセンス黙示録 | 劇場版 少女革命ウテナ アドゥレセンス黙示録 | 少女革命外傳 思春期默示錄 | 少女革命外傳 思春期默示錄 | 少女革命劇場版 | 少女革命劇場版    |
| 全   | 1999年9月20日                              | ISBN 4-09-136089-0                         | 2002年8月1日              | ISBN 978-957-257-165-1    | 2004年12月6日  | EAN 4710614372627 |

### 文庫版
| 冊數 | 小學館         | 小學館             |
| 冊數 | 初版發售日期   | ISBN               |
| ---- | -------------- | ------------------ |
| 1    | 2003年9月10日  | ISBN 4-09-191521-3 |
| 2    | 2003年10月10日 | ISBN 4-09-191522-1 |
| 3    | 2003年10月10日 | ISBN 4-09-191523-X |

### 小說
由Palette文庫出版，作者為大河内一樓、全2卷。
| 冊數 | 副標題 | 小學館       | 小學館             |
| 冊數 | 副標題 | 發售日期     | ISBN               |
| ---- | ------ | ------------ | ------------------ |
| 1    |        | 1998年1月1日 | ISBN 4-09-420243-9 |
| 2    |        | 1998年3月1日 | ISBN 4-09-420244-7 |

## 釋
1. ↑  另一個譯名為「天上萼」。
2. ↑  另一個譯名為「姬宮杏子」、「姬宮安希」。
3. ↑  中文標題為亞洲影帶所代理的版本。
4. ↑  雙關語：在日語裡，華麗（karei）和咖哩（karē）發音相近。
5. ↑  此話有該分類於鳳曉生篇或默示錄篇的爭議。幾原邦彥的官方網站（.   [2007年1月2日]. （原始内容存档于2007年1月2日）.）分類於鳳曉生篇內，但是於1998年2月出版的ANIMEIDEA雜誌2月號附錄「少女革命UTENA Memorial Album」分類於默示錄篇內。以內容來分類的話，本話既可屬於鳳曉生篇又可屬於默示錄篇，因此有人將此話稱作架於第三幕和第四幕之間的橋樑。在本條目內採用了ikuniweb內的分類方式。
6. ↑  中視少女革命

## 外部連結
- ikuniweb　導演幾原邦彥的官方網站（日語）
- StarChild:少女革命 （页面存档备份，存于）（日語）
- 互联网电影数据库（IMDb）上《少女革命》的资料（英文）